# Ulcerativní enteritida ptáků
Ulcerativní enteritida ptáků je akutní bakteriální onemocnění kuřat, krůťat, pernaté zvěře a holubů, způsobované bakterií Clostridium colinum a charakterizované náhlým vznikem a rychle se zvyšující mortalitou. U vodních ptáků se nevyskytuje.

## Historie a výskyt
Nemoc byla poprvé popsána v USA u virginských křepelů a po dlouhou dobu byla považována za specifické onemocnění pouze tohoto druhu ptáků. V následujících letech byla ale také diagnostikována u kura domácího, divoce žijících i domestikovaných krůt, holubů,  bažantů, tetřevů a kalifornských křepelů. Proto byl změněn původní název na ulcerativní enteritidu. Další studie vedly k izolaci a identifikaci příčinné bakterie.
Nemoc je rozšířena celosvětově; ulcerativní enteritida (UE) představuje vážné nebezpečí zejména v oblastech s koncentrovanými chovy drůbeže a je také hrozbou pro pernatou zvěř chovanou v zajetí nebo žijící ve volné přírodě.

## Příčiny nemoci (etiologie)
Původcem onemocnění je bakterie Clostridium colinum, rovná nebo mírně zakřivená tyčinka se zaoblenými rohy, velikosti 1 x 3-4 µm. Na umělých půdách sporuluje vzácně, ale jestliže jsou endospory přítomny, jsou oválné a subterminální.

### Kultivace a biochemické vlastnosti
C. colinum je náročná na růstové požadavky, vyžaduje obohacené médium a anaerobní podmínky kultivace. Po 1-2denní kultivaci při 37-42 °C vznikají bílé, kulaté, konvexní a poloprůsvitné kolonie. V tekutém médiu roste za 12-16 hodin a aktivně rostoucí kolonie produkují plyn po 6-8 hodin.
Bakterie fermentuje glukózu,manózu, rafinózu, sacharózu a trehalózu. Fruktóza a maltóza jsou zkvašovány slabě. Mannitol je fermentován jen některými kmeny. Nezkvašuje arabinózu, glykogen, inositol, laktózu, sorbitol a xylózu. Želatinu nezkapalňuje. Neprodukuje katalázu, lipázu ani lecitinázu. Produkty fermentace C. colinum jsou kyseliny octová a mravenčí. Prototypový kmen bakterie nehydrolyzuje škrob; pouze dva kmeny byly zjištěny jako pozitivní. 
C. colinum je velmi úzce příbuzné s C. difficile. Tyto dva druhy se diferencují podle kultivačních vlastností. C. difficile hydrolyzuje želatinu a není schopno fermentovat rafinózu, zatímco C. colinum nehydrolyzuje želatinu a snadno fermentuje rafinózu.

### Odolnost v prostředí
Vzhledem ke sporogenním schopnostem je C. colinum extrémně odolný na chemické látky a fyzikální vlivy. Spory C. colinum jsou rezistentní k chloroformu.

## Vznik a šíření nemoci (epizootologie)

### Hostitel
Ulcerativní enteritida se vyskytuje u širokého okruhu ptačích hostitelů. Přirozeně se vyskytují infekce byly zjištěny u křepelů virginských (Colinus virginianus), kalifornských (Lophortyx california), Gambelových (L. gambelii), horských (Oreortyx picta), šupinkatých (Callipepla squamata), tetřívka ostroocasého (Tympanuchus phasianellus), jeřábka červeného (Bonasa umbellus), kura domácího, divokých i domestikovaných krůt, koroptví, orebic horských (Alectoris graeca), holubů, bažantů a tetřívka skalního (Dendragapus obscurus). Výskyt ulcerativní enteritidy u drozda stěhovavého (Turdus migratorius), potvrzený izolací C. colinum z jater, dokazuje možnost výskytu i u pěvců. 
Ulcerativní enteritida se nejčastěji pozoruje u mladých ptáků - u kura domácího mezi 4.-12. týdnem věku, u krůt mezi 3.-8. týdnem a u křepelů mezi 4.-12. týdnem věku. U kura je UE často komplikována kokcidiózou, infekční anémií nebo infekční burzitidou.

### Přenos
C. colinum je vylučováno trusem a ptáci se infikují perorálně pozřením kontaminovaného krmiva, vody nebo podestýlky. Po odeznění nemoci mohou spory dlouhodobě kontaminovat chovné prostředí. Perzistující infekce v chovu může být také způsobena chronickými nosiči. K jejich detekci se používá reakce vazby komplementu.

## Projevy nemoci (symptomatologie)
Po experimentální infekci křepelů je inkubační doba 1-3 dny. Trvání nemoci v hejnu obvykle trvá asi 3 týdny, mortalita vrcholí mezi 5.-14. dnem PI.

### Klinika
Při akutním průběhu infekce hynou ptáci náhle, bez předchozích klinických příznaků. Obvykle jsou v dobré výživné kondici a vole je naplněné krmivem. Někdy je pozorován bílý vodnatý trus. S pokračující nemocí se postižení ptáci stávají apatickými, zaujímají nahrbený postoj, oči mají přivřené, peří matné a načepýřené, shlukují se a nemají zájem o krmivo. Při déle trvajícím onemocnění dochází k atrofii prsního svalstva. U mladých křepelů může být až 100 % mortalita; u kuřat ztráty kolísají mezi 2-12 %.

### Patologie
Charakteristickým pitevním nálezem je v počátečním stadiu nemoci hemoragická enteritida, která je později vystřídána nekrózou a ulcerací ve střevech (včetně slepých střev) a nekrotickými změnami v játrech. Vředy mohou postupně splývat a penetrovat hlouběji do serózy a způsobovat perforaci střeva s následnou peritonitidou a adhezí střev. Změny na střevní sliznici mohou připomínat infekci E. brunetti u kura domácího.

### Imunita
U ptáků přežívajících akutní infekci vzniká aktivní imunita, která je chrání před reinfekcí. Zvířata léčená antibiotiky ale zůstávají plně vnímavá k infekci.

## Diagnostika
Diagnóza ulcerativní enteritidy je založena na patologickém nálezu, který je charakterizován ulcerací (zvředovatěním) střev, nekrózou jater a zvětšenou, hemoragickou slezinou. Diagnózu lze podpořit nálezem velkých, G+ tyčinek a spor v otisku nekrotické tkáně jater obarvené podle Grama. Pro potvrzení diagnózy se provádí izolace a identifikace původce. Pro diagnostiku ulcerativní enteritidy byl vyvinut fluorescenční test, který je vysoce specifický a dobře koreluje s pitevním nálezem.
Diferenciální diagnostika. Ulcerativní enteritidu nutno odlišit od nekrotické enteritidy, kokcidiózy a histomonózy. Nekrotická enteritida, způsobována C. perfringens, může být odlišena patologicko-anatomicky a kultivačně. Kokcidióza může předcházet nebo doprovázet ulcerativní enteritidu, odlišení je možné nálezem kokcidií nebo histologickým vyšetřením střev. Histomonózu lze odlišit makroskopickým, příp. histologickým vyšetřením jater a slepých střev.

## Terapie a prevence
Profylakticky i léčebně lze v krmivu nebo v pitné vodě aplikovat účinné antimikrobiální látky. Sulfonamidy se neosvědčily.
Vzhledem k tomu, že bakterie nacházející se v trusu a v podestýlce zůstávají v aktivním stavu neomezeně dlouho, je nutné nahrazovat použitou podestýlku po ukončení každého turnusu vždy novou a čistou podestýlkou. Dále je nutné drůbež chránit před stresujícími faktory, jako jsou např. přeskladňování chovných prostorů, kokcidióza nebo infekce způsobující imunosupresi. Jedinci přežívající infekci jsou zpravidla bacilonosiči.